# 江曾島站
江曾島站（日语：／ Esojima eki */?）位于日本栃木縣宇都宮市大和，是屬於東武鐵道公司的鐵路車站，車站编号为TN 38。

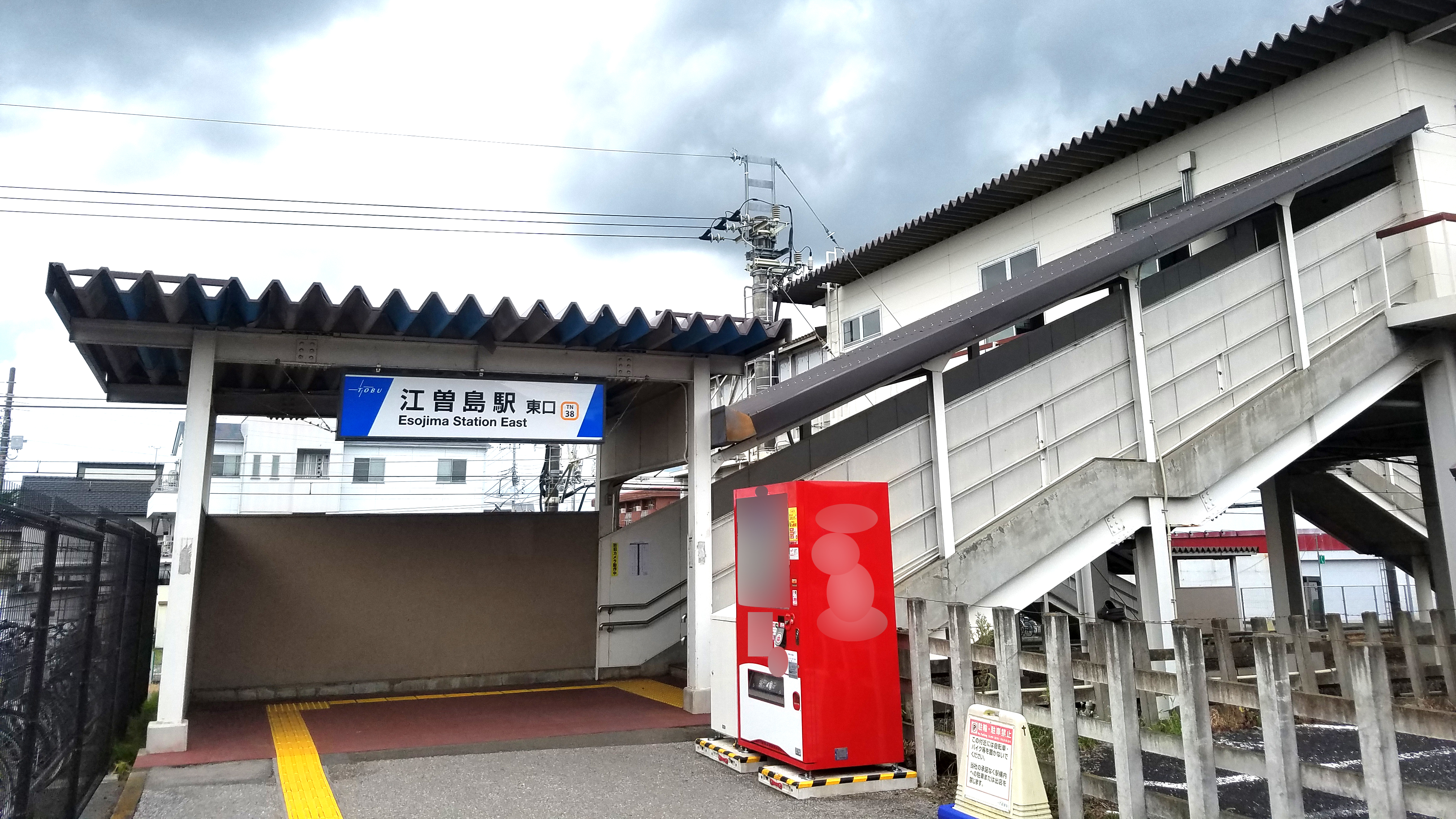
東口（2021年8月）

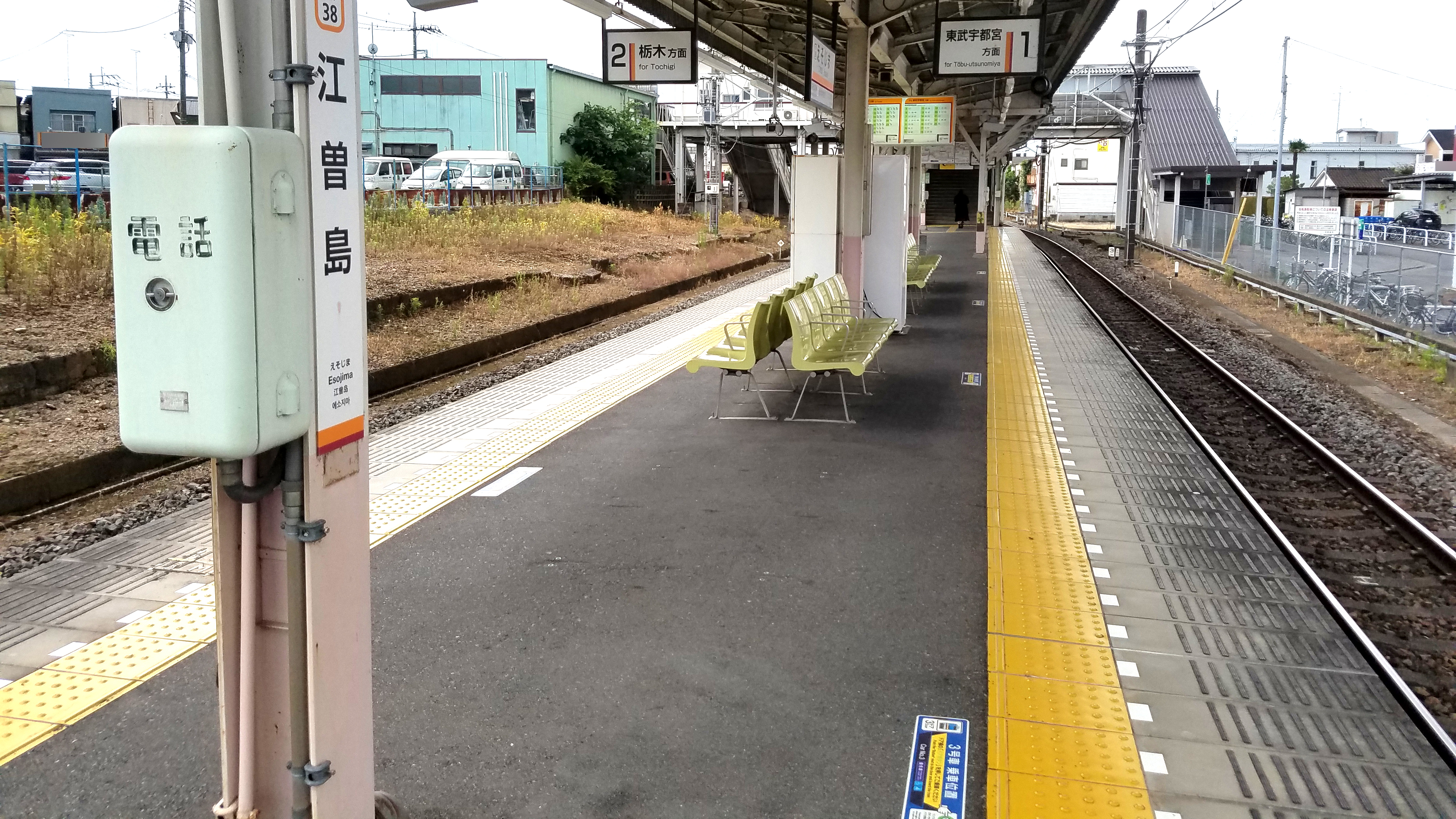
月台（2021年8月）

## 歷史
- 1944年（昭和19年）7月1日 - 開業。
- 1982年（昭和57年）6月1日 - 跨站式站房啟用。

## 车站結構
本站為島式月台1面2線地面車站，採跨站式站房設計。站內設有PASMO簡易IC卡感應機，沒有電梯或電扶梯。

### 月台配置
| 月台 | 路線     | 方向 | 目的地         |
| ---- | -------- | ---- | -------------- |
| 1    | 宇都宮線 | 下行 | 東武宇都宮方向 |
| 2    | 宇都宮線 | 上行 | 栃木方向       |

## 使用情況
2017年度的1日平均上下車人次為2,197人。
近年1日平均上下車人次推移如下表｡
| 年度               | 1日平均上下車人次 |
| ------------------ | ----------------- |
| 2001年（平成13年） | 2,915             |
| 2002年（平成14年） | 2,698             |
| 2003年（平成15年） | 2,627             |
| 2004年（平成16年） | 2,638             |
| 2005年（平成17年） | 2,581             |
| 2006年（平成18年） | 2,576             |
| 2007年（平成19年） | 2,606             |
| 2008年（平成20年） | 2,524             |
| 2009年（平成21年） | 2,420             |
| 2010年（平成22年） | 2,283             |
| 2011年（平成23年） | 2,261             |
| 2012年（平成24年） | 2,339             |
| 2013年（平成25年） | 2,347             |
| 2014年（平成26年） | 2,309             |
| 2015年（平成27年） | 2,285             |
| 2016年（平成28年） | 2,191             |
| 2017年（平成29年） | 2,197             |

## 車站周邊
站名的「江曾島」是舊橫川村西部的地名。現在的江曾島一帶是以陽南通與江曾島本通等為中心發展的住宅區。

### 西口
- 栃木運輸支局（日语：栃木運輸支局）
- 宇都宮市姿川地區市民中心
- 宇都宮市南消防署（日语：宇都宮市消防本部）陽南分署
- 宇都宮市立姿川中學校
- 陽南第1公園
- 宇都宮南醫院
- 東日本旅客鐵道（JR東日本）日光線鶴田站
- 栃木縣勞動組合總連合
- 足利銀行江曾島支店

### 東口
- 宇都宮南警察署（日语：宇都宮南警察署）宮本町交番
- 宇都宮市役所陽南出張所
- 宇都宮市南生涯學習中心
- 宇都宮市立陽南中學校
- 宇都宮市立陽南小學校
  - 宇都宮市陽南地域社區中心
- 宇都宮市立綠丘小學校
- 陽南第2公園
- 宮原運動公園
  - 宇都宮市營宮原球場
- 宇都宮市陽南游泳池
- 栃木縣自動車學校
- 栃木縣立癌症中心
- 栃木縣立衛生福祉大學校
- 報德會宇都宮醫院（日语：報徳会宇都宮病院）
- 宇都宮双葉郵便局
- 宇都宮江曾島郵便局
- APiTA宇都宮店
- 山田電機Tecc Land宇都宮南店（步行10分）

## 巴士路線
東口有關東自動車的江曾島站巴士站がある。
| 乘車處           | 運行業者   | 主要行經地                             | 目的地        | 備註 |
| ---------------- | ---------- | -------------------------------------- | ------------- | ---- |
| 江曾島站（下行） | 關東自動車 | 綠2丁目                                | 31 西川田東   |      |
| 江曾島站（上行） | 關東自動車 | 縣立癌症中心、川田入口、一條、東武西口 | 01 JR宇都宮站 |      |

## 相邻车站
東武鐵道
 宇都宮線
- ■特急「下野」停車站

西川田（TN 37）－江曾島（TN 38）－南宇都宮（TN 39）

## 外部連結
- 江曾島（車站資訊） - 東武鐵道